# Carel Hendrik Theodoor Bussemaker
Carel Hendrik Theodoor Bussemaker (Deventer, 5 januari 1864 – Leiden, 6 september 1914) was een Nederlands historicus. Hij was als hoogleraar verbonden aan de Rijksuniversiteit Groningen en de Universiteit Leiden. 

## Biografie
Bussemaker werd geboren in Deventer. Zijn ouders waren de bierbrouwer Barend Barlagen Bussemaker en Gertruda Bertha Gerarda Elisabeth Resius. Bussemaker ging in zijn geboorteplaats naar de lagere school en vervolgens naar de HBS. In 1883 slaagde hij voor zijn eindexamen gymnasium en begon daarna aan een studie letteren aan de Universiteit Leiden. In 1885 behaalde hij het kandidaatsexamen en het jaar erop zijn doctoraalexamen. In 1887 werd hij docent aardrijkskunde en Nederlands in Zaltbommel. Het jaar erop kreeg hij een aanstelling als docent Nederlands en geschiedenis aan het gymnasium te Haarlem. Datzelfde jaar promoveerde hij in Leiden op het proefschrift Geschiedenis van Overijsel gedurende het eerste stadhouderlooze tijdperk. Drie jaar later werd een tweede deel van dit boek uitgegeven.
In 1892 schreef Teylers Tweede Genootschap een prijsvraag uit waarvoor Bussemaker een manuscript instuurde. Hij ontving voor zijn inzending in 1894 een gouden medaille. Zijn manuscript werd in twee delen uitgegeven onder de titel De afscheiding der Waalsche gewesten van de Generale Unie (1895-1896). Deze publicatie trok dusdanig de aandacht dat hij in 1895 tot hoogleraar werd benoemd aan de Rijksuniversiteit Groningen als opvolger van Petrus Johannes Blok. De leeropdracht van Bussemaker omvatte de vaderlandse geschiedenis, geschiedenis van de Middeleeuwen en de nieuwere tijd en politische aardrijkskunde. Datzelfde jaar aanvaardde hij het ambt met de rede De behandeling der Algemeene Geschiedenis. In 1904 ondernam hij een reis naar Spanje waar hij documenten die belangrijk waren voor de Nederlandse geschiedenis op wilde sporen. De reis was geen succes. Bussemaker zelf vond de resultaten van de reis teleurstellend. Bovendien werd hij ziek tijdens deze reis. 
In 1905 verruilde hij zijn hoogleraarschap in Groningen voor een hoogleraarschap aan de Universiteit Leiden. Hij volgde daar de hoogleraar Algemene Geschiedenis en Politische Aardrijkskunde Pieter Lodewijk Muller op. Bussemaker aanvaardde dit ambt met de rede Over de waardeering der feiten in geschiedvorsching en geschiedschrijving. In 1913 volgde zijn benoeming als lid van de Koninklijke Nederlandse Akademie van Wetenschappen. 
Bussemaker overleed op 6 september 1914 in Leiden.